# 요시다촌 (아키타현)
요시다촌(吉田村)은 아키타현 히라카군에 있던 촌이다.  현재의 요코테시 남서부, 국도 107호 연선에 해당한다.

## 역사
- 1889년 4월 1일 - 정촌제 시행에 의해 3촌의 구역으로 성립하였다.
- 1956년 9월 20일 - 아사마이정과 합병해 히라카정이 성립하였다. 동일 요시다촌이 폐지되었다.

## 교통
- 혼조 가도(현:국도 107호선)